# Zmija Facula
La Zmija Facula è una struttura geologica della superficie di Mercurio.